# Dvesha
Dvesha (IAST : dveṣa) est un terme sanskrit, qui peut être traduit par : aversion ou antipathie.
C'est un résultat de l'ignorance (avidya) dans l'hindouisme et le bouddhisme.
C'est l'une des cinq afflictions (kleshas) qui empêchent l'individu d'atteindre la libération (moksha) dans les Yoga-Sûtra.
C'est un des trois poisons dans le bouddhisme.